# La Duquesa

Puerto de la Duquesa

La Duquesa ist der südlichste Ortsteil des Municipio Manilva im Südwesten der spanischen Provinz Málaga an der Costa del Sol. Er liegt beiderseits der Küstenstraße halbwegs zwischen Marbella und Gibraltar jeweils 35 Kilometer entfernt. 
Das Castillo de la Duquesa („Schloss der Herzogin“) im heutigen La Duquesa wurde 1767 von dem Ingenieur Don Miguel de Castillo auf und teilweise aus den Ruinen einer römischen Villa errichtet. Bauherr war der Sevillaner Francisco Paulino, der es auf eigene Kosten errichten ließ. König Carlos III. gab ihm als Lohn für seine Mühen das Kommando über eine Kavallerie-Kompanie. Ausgrabungen brachten 1989 zutage, dass hier ein ganzes römisches Fischerdorf gewesen sein muss; auch Überreste eines römischen Bades und eines Friedhofes wurden gefunden. Vermutungen, dass der Ort Saltum geheißen haben soll, wurden bislang nicht bestätigt.

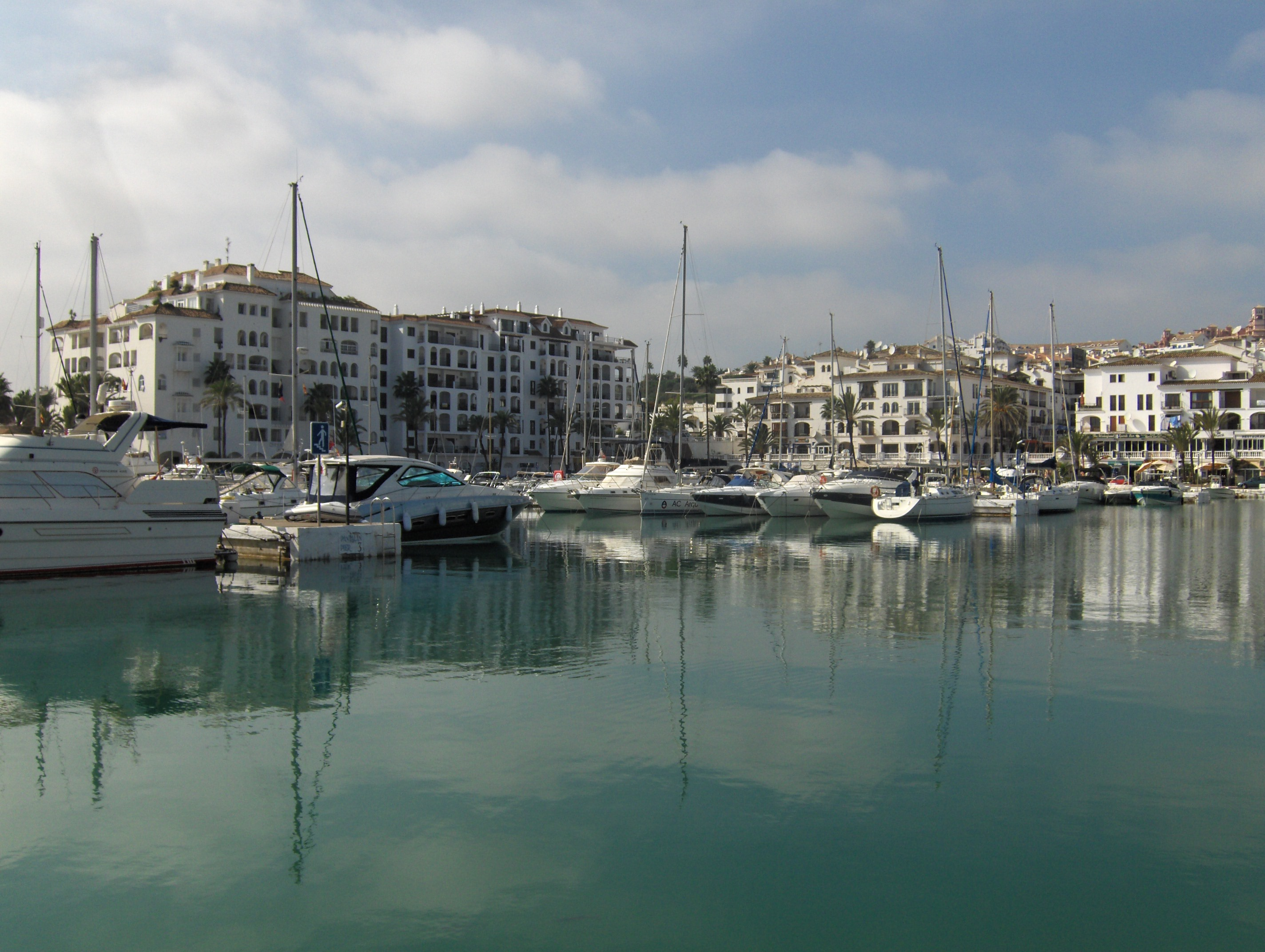
Hafenbecken in Puerto de la Duquesa

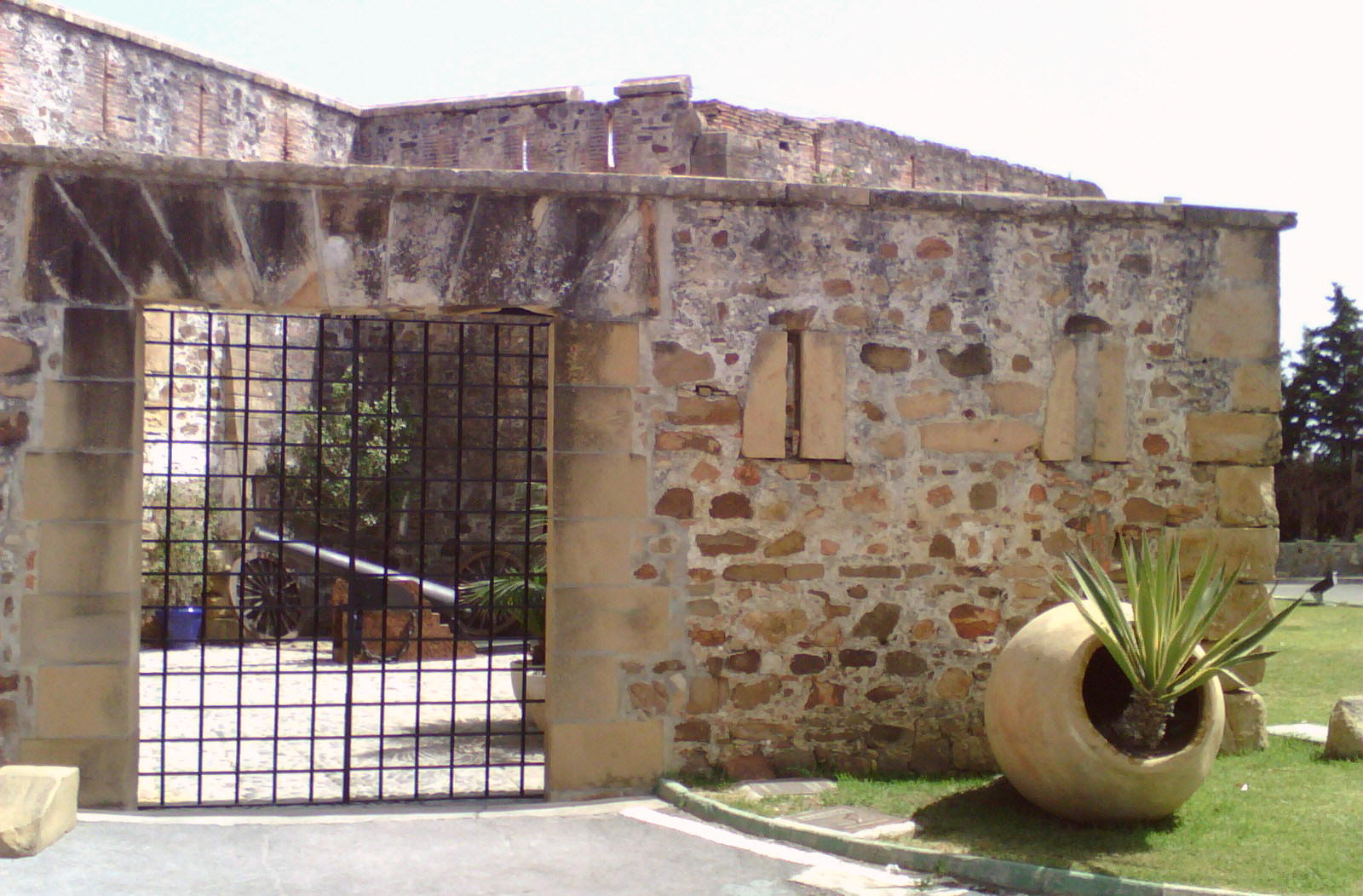
Eingang des Castillo

 Heutiger Mittelpunkt und touristisches Zentrum des Ortes ist der Hafen Puerto de la Duquesa. Am Ufer des Hafenbeckens mit 328 Anlegeplätzen finden sich im andalusischen Stil errichtete Gebäude mit Promenaden, Restaurants und kleineren Läden; zweimal in der Woche findet hier ein Markt mit Handwerks- und Kunsterzeugnissen statt. Nördlich und südlich des Hafens gibt es Badestrand; der südlich zum Schloss hin gelegene Sandstrand ist 1.600 Meter lang und hat eine Blaue Flagge. Auf der anderen Seite der Küstenstraße, die Hänge ins Binnenland hinauf, befindet sich der Ortsteil El Hacho mit Blick auf Gibraltar und über das Mittelmeer auf die afrikanische Küste. Hier gibt es einen Golfclub, dessen 18-Loch-Platz vom amerikanischen Architekten Robert Trent Jones gestaltet wurde.